# 엘키스코
엘키스코(스페인어: El Quisco)는 칠레 발파라이소 주 산안토니오 현의 코무나이다.